# Concatedral de San Eustaquio Mártir (Acquaviva delle Fonti)
La concatedral de Santa Eustachio es la iglesia principal de Acquaviva delle Fonti. Es una de las concatedrales y una de las parroquias de la diócesi de Altamura-Gravina-Acquaviva delle Fonti, in solidum.

## Historia

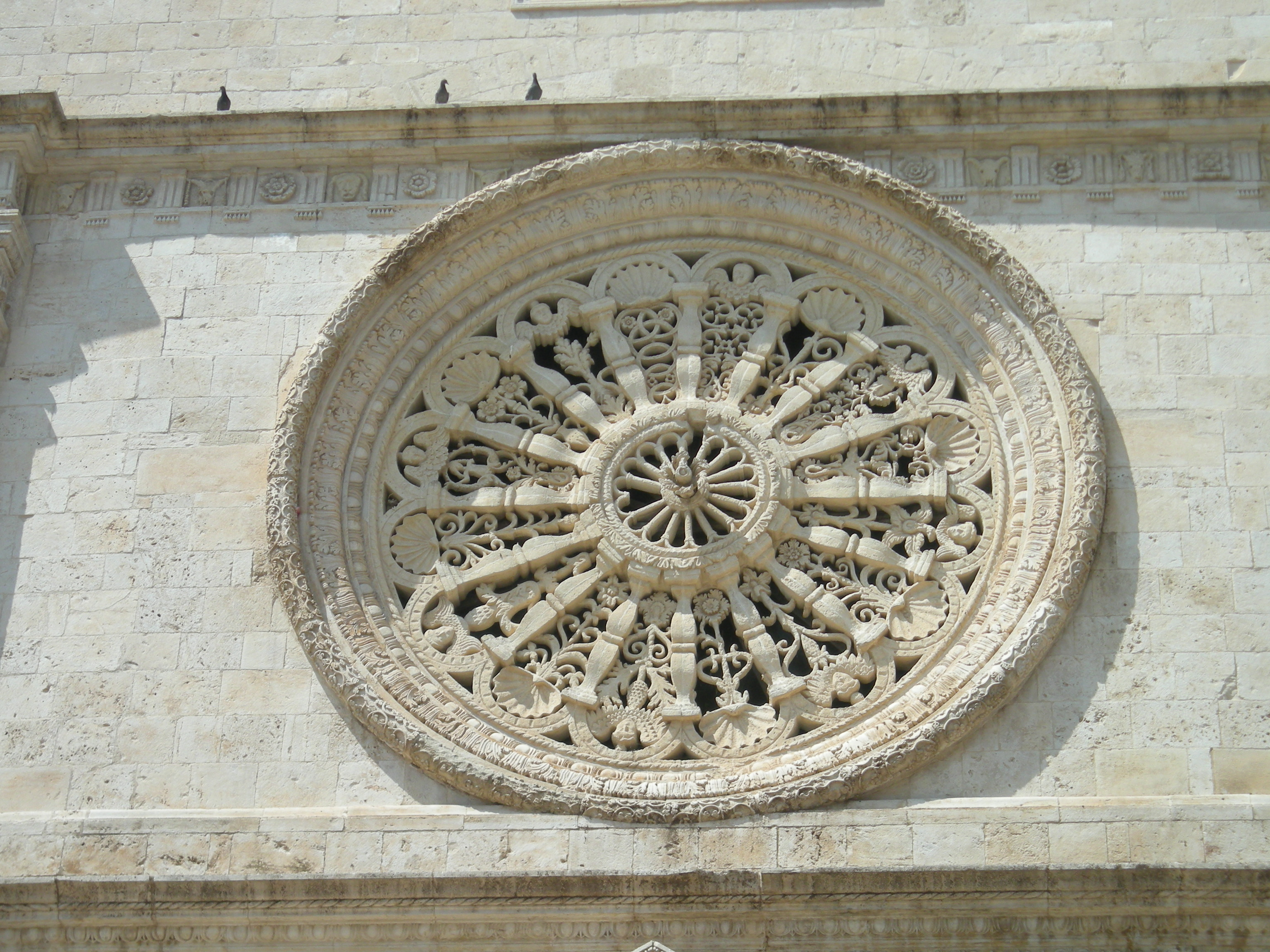
El rosone

Construida románica en el XII siglo (1158) sobre las ruinas de un templo de origen messápico por voluntad del feudatario normanno Roberto Gurguglione, estuvo reconstruida en estilo renacimentale en el XVI siglo. La iglesia en origen estaba dedicada a la Asunción de la Virgen Maria y sólo más tardes estuvo titulada san Eustachio mártir.
La primitiva iglesia, ahora en malas condiciones e insuficiente para las necesidades de la aumentada población, estuvo reconstruida a partir del 1529, cuando era feudatario de Acquaviva Giovanni Antonio Donato Acquaviva. Terminada y abierta al culto en 1594 durante el gobierno de Alberto Acquaviva, la iglesia estuvo consagrada en el 1623 en honor de san Eustachio por arzobispo de Bari y Canosa
Ascanio Gesualdo.
Desde el origen fue dicha "palatina", es decir perteneciente al rey (del latino palatium que significa "palacio real"), probablemente para preservarla de las miras de los arzobispos de Bari. Las iglesias palatinas para su jurisdicción no dependían de la ordinaria potestàd eclesiástica, sino del soberano, el cual generalmente nombraba curas de su agrado y por él remunerados. Actualmente sobre el suelo pugliese se  cuentan cuatro: la catedral en cuestión a Acquaviva, la catedral de Santa Maria Asumida a Altamura, la Basílica de San Nicola a Bari y el santuario de San Michele Arcángel a Monte Santa Ángel.
El 13 de enero de 1859, después de un descanso en Acquaviva y de paso para Bari para el matrimonio del príncipe hereditario con Maria Sofía de Baviera, el penúltimo rey del Reino de las Dos Sicilia Ferdinando II asiste a la misa en la cripta de la catedral.

## Descripción

### Exterior
La fachada principal a cúspide, dividida en dos órdenes (el primero es corinzio, el según dorico),  junto al estilo renacimental, mientras lo demás de las fachadas tiene un estilo arquitectónico que recuerda el románico pugliese.
Al centro del prospecto frontal se abre un rosetòn renacimentale, tendiente  al manierismo, compuesto por dieciséis columnas dispuestas de alcances y conectados por arcos. Bajo estos últimos está presente un alternancia de conchas y cabezas de puttini alatos. Del centro sobresales una figura lítica fitomorfa.
El portal principal posee un protiro finamente decorado. Las columnas que soportan el frontón de éste se apoyan sobre dos leones estilóforos.
Los portales laterales estàn sormontados por dos nichos hoy en día vacantes. Cada una de estas ha instalado sobre la cumbre un bajorrelieve que representa una antigua versión del estigma de Acquaviva delle Fonti.
La archivolta del portal presenta un bajorrelieve que representa la conversión de san Eustachio.
La fachada acaba superiormente con una amplia quinta triangular, en medio hay una lápida que recuerda el nombre del feudatario Alberto Acquaviva. Sobre las tres cumbres están colocadas esculturas en jalón, que representan a santos Pietro y santo Paolo en los laterales y Maria Virgen sentada con el Niño sobre las rodillas sobre central.

### Interior
El interior, con planta a cruz latina, está dividido en tres naves con cobertura a bóveda. La maestra está sostenida por grandes arcos, que se apoyan sobre pilares en jalón con unas columnas a medias repisa en dirección de los arcos. Los muros perimetrales presentan las columnas a medias, con falsos pilares sostenidos por los arcos. Las bóveda, como también los pilares y las columnas, están ornamentados por estucos. El altar mayor, resaliente al XVI siglo, está dedicado a la Virgen de Costantinopoli. Los lienzos a a óleo, que ornamentaban la iglesia primitiva, durante los trabajos de reconstrucción estuvieron donados a las iglesias de San Domenico, de Santa Maria Mayor, Santa Agostino y Santa Maria de la Libre. El órgano monumental estuvo donado a la iglesia por obispo Tommaso Cirielli.

### Cripta
La cripta, probablemente construida junto con la iglesia primitiva, tiene forma de paralelogramo y está cubierta por veinticuatro bóvedas a cruz, sostenidas por catorce columnas marmoreas de orden jónìs al centro y de pilastres poco salientas de los muros perimetrales. Adosados al muro trasero has tres previosos altares. Sobre el primero de estos está colocado un cuadro de san Eustachio, en cuyos lados se apoyan sobre estantss dos esculturas en mármol, que representan respectivamente la esposa del santo, Teopista, y el grupo de los hijos Teopisto y Agapio.
El altar central, construido en 1693 y dedicado al Santísimo Sacramento, está rodeado por barandillas de Francia. El paliotto, todo en doble lámina de plata, presenta un templo octagonale con una cúpola y dividido en tres planos ornamentados de varias figurazione. Sobre el altar resalta un grande tabernáculo.
El tercer altar, realizado en 1753 y dedicado a la Virgen de Costantinopoli, está rivestito enteramente de láminas de plata. Sobre este domina una pintura atribuida a Francesco Palvisino que representa la Madonna que tiene en brazos a Niño. Las imágenes de la Madonna y del Niño están ornamentadas con dos coronas auree.

### Órgano

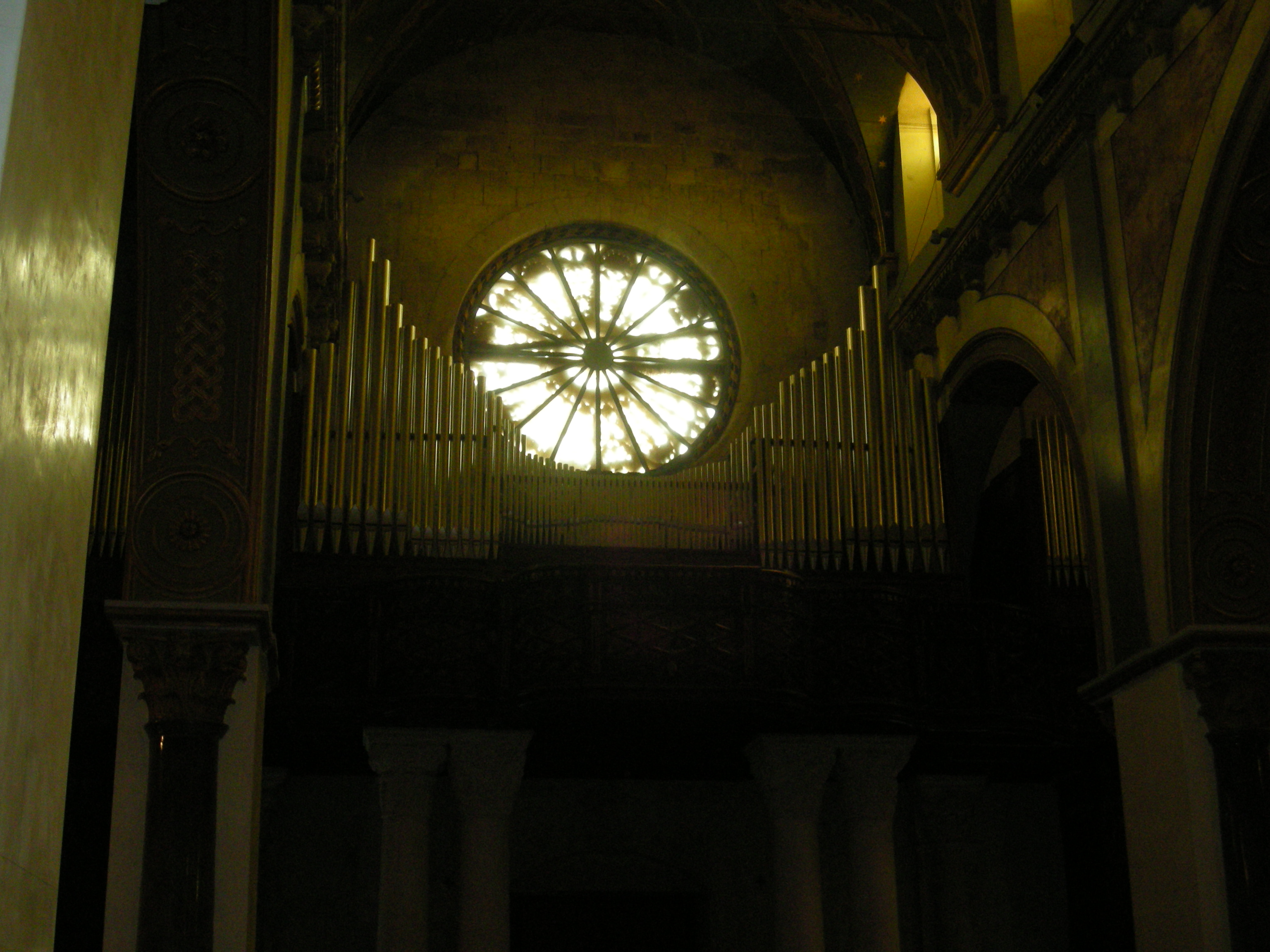
El órgano Vegezzi Bossi de la Concatedral de Acquaviva delle Fonti

En el coro, en la contrafachada, se encuentra el órgano de tubos, construido en 1905 por Carlos Vegezzi Bossi; el instrumento, a lo largo del tiempo, ha sido objeto de importantes restauraciones y renovaciones, entre ellas las de 1968, dirigidas por Leonardo Consoli, y la de 2001-2004 dirigida por la empresa organera Continiello, durante la cual, entre otras cosas, se quitó la caja de madera, obra de Paolo Tritto, de Acquaviva delle Fonti, y se suministró una nueva consola móvil.
El instrumento, con transmisión eléctrica, tiene tres teclados de 58 notas cada uno y una pedalera cóncavo-radial de 30. A continuación, su disposición fónica:
| LOS #- Positivo  | LOS #- Positivo |
| ---------------- | --------------- |
| Bordone          | 16'             |
| Flauta través    | 8'              |
| Voz dulçan       | 8'              |
| Viola Pata       | 8'              |
| Fugara           | 4'              |
| Flauta armónica  | 4'              |
| Pequeño armónico | 2'              |
| Unda maris       | 8'              |
| Clarinete        | 8'              |

| II #- Grand'Órgano | II #- Grand'Órgano |
| ------------------ | ------------------ |
| Principal          | 16'                |
| Principal diapasón | 8'                 |
| Principal dulce    | 8'                 |
| Bordone            | 8'                 |
| Dulciana           | 8'                 |
| Salicionale        | 8'                 |
| Octava             | 4'                 |
| Octavo dulce       | 4'                 |
| Flauta chimenea    | 4'                 |
| Quinta             | 5.1/3'             |
| Duodécima          | 2.2/3'             |
| Decimaquinta       | 2'                 |
| Ripieno            | 6 filas            |
| Tromba             | 8'                 |

| III #- Espressivo | III #- Espressivo |
| ----------------- | ----------------- |
| Controgamba       | 16'               |
| Eufonio           | 8'                |
| Principal eolina  | 8'                |
| Bordone           | 8'                |
| Octava eolina     | 4'                |
| Flauta            | 4'                |
| Ottavina          | 2'                |
| Ripieno           | 4 filas           |
| Viola de Pata     | 8'                |
| Concierto Viole   | 3 filas           |
| Voz Etérea        | 8'                |
| Oboe              | 8'                |
| Voz coral         | 8'                |

| Pedale       | Pedale |
| ------------ | ------ |
| Contrabbasso | 16'    |
| Violone      | 16'    |
| Subbasso     | 16'    |
| Octava       | 8'     |
| Bordone      | 8'     |
| Violoncello  | 8'     |
| Octava       | 4'     |
| Bombardea    | 16'    |